# لويس موتا
لويس موتا هو لاعب كرة قدم برتغالي، ولد في 25 سبتمبر 2003 في لشبونة في البرتغال.